# Juanita (film 1913)
Juanita è un cortometraggio muto del 1913 diretto da Frank Montgomery.

## Trama
Juanita, dopo essere stata catturata dagli indiani, viene salvata dai fuorilegge da un giovane vice sceriffo. La ragazza può, così, riunirsi a suo padre.

## Produzione
Il film fu prodotto dalla Nestor Film Company. Venne girato al Providencia Ranch, Hollywood Hills (Los Angeles).

## Distribuzione
Distribuito dall'Universal Film Manufacturing Company, il film - un cortometraggio di una bobina - uscì nelle sale cinematografiche USA il 13 agosto 1913.